# ヤメ判
ヤメ判（ヤメはん、やめ判）は、元裁判官の弁護士を指す俗称。

## 概要
この用語の存在の背景には、判事は通常は定年まで勤務するものだろうという通念がある。また、判事をやめた人は、他の職業をやめた人と比べると独特の状況におかれているということをほのめかすために用いられることがある。また、判事をやめて他の仕事を始めた人の仕事の進め方は、他の弁護士と何かしら異なることが多いという意味や気持ちをこめて用いられることもある。

## ヤメ判の著名人
- 池田辰夫 - 大阪大学名誉教授、北浜法律事務所客員弁護士、元東京地裁判事補
- 泉徳治 - TMI総合法律事務所顧問、元最高裁判事、元東京高裁長官
- 今井功 - TMI総合法律事務所顧問、元最高裁判事、元東京高裁長官
- 植松正 - 一橋大学名誉教授、元東京地裁判事
- 江田五月 - 元参議院議長、元環境大臣、元法務大臣、元社会民主連合代表、元東京地裁判事補
- 遠藤誠 - 遠藤誠法律事務所所長、元千葉地裁判事補
- 小川敏夫 - 立憲民主党常任顧問、元法務大臣、元裁判官弾劾裁判所裁判長、元静岡地裁判事補
- 笠井正俊 - 京都大学大学院法学研究科教授、元名古屋地裁判事補
- 鴨良弼 - 東北大学名誉教授、元仙台地裁判事
- 近藤正昭 - NHKバラエティー生活笑百科出演者、元大阪地裁判事補
- 瀬木比呂志 - 明治大学法科大学院教授、元東京地裁判事、元最高裁判所調査官
- 瀬戸山三男 - 元文部大臣、元法務大臣、元建設大臣、元都城市長、元山口地裁判事
- 多田元 - 全国不登校新聞社代表理事、元金沢地裁判事
- 夏井高人 - 明治大学法学部教授、元東京地裁判事、元最高裁判所裁判所書記官研修所教官
- 細野敦 - サンデージャポンコメンテーター、西村あさひ法律事務所顧問、元東京高裁判事
- 本間喜一 - 一橋大学名誉教授、愛知大学名誉学長、元最高裁判所事務総長
- 八代英輝 - タレント、コメンテーター、元札幌地裁判事補
- 保岡興治 - 自由民主党憲法改正推進本部長、元衆議院議員、 元法務大臣、元裁判官弾劾裁判所裁判長、元裁判官訴追委員会委員長、元鹿児島地裁判事補
- 好美清光 - 一橋大学名誉教授、元中央大学法学部教授、元東京地裁判事